# Ernesto Godoy
Ernesto Godoy Lagunes (n. 5 de abril de 1970) es un actor, director y guionista mexicano de cine, teatro y televisión.

## Biografía
Nació en la Ciudad de México. En un principio quería ser pintor, pero animado por sus padres presentó una solicitud para entrar en el CEA y quedó. En 1990 Carla Estrada lo llamó para participar en la telenovela Cuando llega el amor, protagonizada por Lucero y Omar Fierro. Allí encarnó a Güero, uno de los personajes jóvenes que intervenían en la historia, alternando con otros futuros grandes actores como Alexis Ayala y Sergio Sendel (también compañeros suyos en el CEA). También el mismo año participa en otra telenovela de Carla Estrada, Amor de nadie.
En 1991 Ernesto Alonso lo llama para participar en la telenovela Atrapada, protagonizada por Christian Bach. Allí interpretó a un joven retraído y con traumas debido a la nula comunicación con sus padres. Siguió colaborando con la productora Carla Estrada en telenovelas como Los parientes pobres y Alondra realizando destacadas interpretaciones. Pronto se convirtió en uno de los actores jóvenes más conocidos de la televisión, actuando en telenovelas como Pobre niña rica, Sentimientos ajenos, Mi querida Isabel, Ángela y Por un beso.
En 1994 participa en la película Una luz en la escalera interpretando a Alejandro Bernal.
En 2001 forma parte de la telenovela El noveno mandamiento de la productora Lucero Suárez realizando una participación especial. Al terminarla se cambia a TV Azteca donde participa en la telenovela Agua y aceite producida por Christian Bach y Humberto Zurita.
En 2002 interpretó a Huber Matos en la película ¡Fidel! basada en la vida de Fidel Castro.
En 2003 sin embargo declinó la invitación pues quería dedicarse a la dirección y escritura de guiones. Su primer trabajo como director fue el largometraje Brusco despertar, el que también fue su primer trabajo como guionista. También ejerció la docencia, enseñando en la escuela de teatro de Patricia Reyes Spíndola.
En 2009 participó en la película Cabeza de buda alternando con actores como Kuno Becker, Vanessa Bauche e Irán Castillo.

## Filmografía

### Telenovelas
- La querida del Centauro (2017) .... Carlos Cáceres
- Agua y aceite (2002) .... Armando
- El noveno mandamiento (2001) .... Ramiro González (joven)
- Por un beso (2000-2001) .... Julio Otero
- Ángela (1998-1999) .... Bruno Lizárraga
- Mi querida Isabel (1996-1997) .... Felipe
- Sentimientos ajenos (1996-1997) .... Gerardo Barrientos
- Pobre niña rica (1995-1996) .... Mauricio Villagrán García-Mora
- Alondra (1995) .... Roberto Hurtado
- Los parientes pobres (1993) .... Silverio Santos
- Atrapada (1991-1992) .... Raúl
- Amor de nadie (1990-1991)
- Cuando llega el amor (1989-1990) .... Güero

### Series de TV
- Silvia Pinal, frente a ti (2019)
- Mujer, casos de la vida real (1997-2001)

### Películas
- Cabeza de buda (2009) .... Quesada
- Dios te salve (2005) .... Subcomandante Marcos
- Nicolás (2005)
- ¡Fidel! (2002) .... Huber Matos
- Un mundo raro (2001) .... Yuppie
- I'm the Elephant, U Are The Mouse (1999) .... Sebastian
- Una luz en la escalera (1994) .... Alejandro Bernal
- Abandonos (1993)

### Teatro
- OK... te lo vendo (1998)
- Elsa y Fred
- Punto y coma
- Concierto para señoritas
- Blanca Nieves
- Los últimos días de Maximiliano (2021)

### Otros
- Brusco despertar (2003) (Director y Guionista)